# Man (họ)
Man là một họ của người châu Á. Họ này có mặt ở Việt Nam.
Ở Việt Nam, những người mang họ này tập trung chủ yếu ở tỉnh Bắc Ninh.

## Nhân vật lịch sử họ Man
- Phật Mẫu Man Nương,  nhân vật liên quan đến sự tích Phật giáo Việt Nam